# روبول دراغ ريس
روبول دراغ ريس (بالإنجليزية:  Rupaul’s Drag Race)‏ هو برنامج مسابقات تلفزيوني أمريكي واقعي، أُنتج بواسطة (بالإنجليزية: World of wonder)‏ لقناة لوغو تي في (بالإنجليزية: Logo TV)‏، وبدأ عرضه على قناة في إتش 1 من الموسم التاسع. يصور البرنامج روبول تشارلز وهو يبحث عن نجم الدراق كوينز.
روبول هو المقدم والمرشد والحكم الأساسي في المسابقة حيث يواجه المتسابقون تحدياتٍ مختلفة، وكل أسبوعٍ تجبرهم على تقديم أفضل ما لديهم من أجل البقاء في المسابقة والفوز باللقب، بجانب روبول لجنة حكام تتكون من ميشيل فيساج، روس ماثيوس، كارسون كريسلي،بالإضافة إلى حكم ضيف في كل حلقة لانتقاد تقدم المتسابقين طوال حلقات المسابقة.
من أبرز من حلوا ضيوفاً في المسابقة ليدي غاغا، أريانا جراندي، ديمي لوفاتو، هالزي، كلوي كارداشيان، جيجي حديد، ليزا كودرو.
امتد البرنامج لعشرة مواسم وأصبح البرنامج التليفزيوني الأعلى تقييماً على Logo Tv. حصد روبول على جائزتي ايمي مرتين متتاليتين كمقدمٍ بارز ٍلبرنامج واقعي في عامي 2016 و2017. في حفل جوائز GLAAD Media Award في نسخته الـ 21 تم اختيار البرنامج كأبرز برنامج واقعي وقد رُشح لأربعة جوائز أخرى بما في ذلك جائزة أفضل سلسلةٍ واقعية وأفضل برنامج مسابقات. وقد تم ترشيحه أيضاً لجائزة إيمي للفنون الإبداعية. في كانون الثاني 2018. و يجري إعداد الموسم الحادي عشر الآن.

## روابط خارجية
- روبول دراغ ريس على موقع IMDb (الإنجليزية)
- روبول دراغ ريس على موقع ميتاكريتيك (الإنجليزية)
- روبول دراغ ريس على موقع نتفليكس (الإنجليزية)
- روبول دراغ ريس على موقع كينوبويسك (الروسية)
- روبول دراغ ريس على موقع ميوزك برينز (الإنجليزية)
- روبول دراغ ريس على موقع قاعدة بيانات الفيلم (الإنجليزية)